# 明静院 (上越市)
明静院（みょうじょういん）は、新潟県上越市五智国分にある天台宗の寺院。山号は岩殿山（いわどのさん）。本尊は大日如来。

## 歴史
岩殿山はかつて「岩戸山」と呼ばれていた。寺伝によれば、岩戸山の歴史は古く神話時代になる。神話時代、出雲大社の祭神である大国主命が、翡翠を求めて出雲より越後へ渡来し、糸魚川の奴奈川姫と結婚した。2人は岩戸山の岩屋を住まいにし、ここで建御名方命（諏訪大明神）が生まれた。この時、姥嶽姫命（うばたけひめのみこと）が産婆を務め、安産であったという。すなわち、諏訪大社の祭神である建御名方命の生誕地が当山であると伝えられている。現在この岩屋に諏訪神社が祭られており、式内社には「姥嶽姫命」や「阿比多神社」と記載されている。（越後国の式内社一覧）
奈良時代の天平年間、聖武天皇は国分寺建立の詔を発布した。寺伝では、詔を受けて僧行基が岩戸山に逗留し、本尊大日如来像を刻み、当寺院を「岩戸山妙徳院」と命名したという。なお、当寺の大日如来像は作風から、奈良時代ではなく平安時代後期の作とみられ、実際の仏師は不明である。
戦国時代には、上杉謙信が岩殿山の大日如来に厚く帰依していた。また、当山の裏山に沖見城を建て戦いに備えており、現在は沖見の砦として知られている。謙信は死に際し、自分の墓を林泉寺の他に岩殿山にも置くよう遺言していたため、天正6年4月（1578年）当山に分骨された。現在、岩殿山には謙信の墓が置かれている。
妙徳院は明治時代に明静院と改称した。明治39年（1906年）4月14日には、本尊大日如来像が、当時の古社寺保存法に基づく国宝（旧国宝、文化財保護法における「重要文化財」に相当）に指定された。

## 文化財

### 重要文化財
- 木造大日如来坐像[2]

### 上越市指定文化財
- 船絵馬（3面） - 日本遺産「荒波を越えた男たちの夢が紡いだ異空間 〜北前船寄港地・船主集落〜」の構成文化財の一つ。2018年（平成30年）4月27日指定[3]。